# San Francisco Art Association
A San Francisco Art Association (SFAA) foi uma organização que promovia artistas da Califórnia, realizava exposições de arte, publicava um periódico e fundou a primeira escola de arte a oeste de Chicago. A SFAA – que, em 1961, completou uma longa sequência de mudanças de missão e renomeações para se tornar o San Francisco Art Institute – foi a antecessora do Museu de Arte Moderna de São Francisco. Ao longo de sua existência, a associação ajudou a estabelecer um estilo regional do Tonalismo Californiano no norte da Califórnia, diferenciado do Impressionismo Americano no sul da Califórnia.